# Nils Adlercreutz
Nils August Domingo Adlercreutz  (Brunneby, 8 juli 1866 - Stockholm, 27 september 1955) was een Zweeds ruiter, die gespecialiseerd was in eventing. Adlercreutz won in 1912 de olympische titel in de landenwedstrijd eventing. Zijn zoon Gregor Adlercreutz won in 1936 de bronzen medaille in de landenwedstrijd dressuur.

## Resultaten
- Olympische Zomerspelen 1912 in Stockholm 6e individueel springen met Ilex
- Olympische Zomerspelen 1912 in Stockholm 4e individueel eventing met Atout
- Olympische Zomerspelen 1912 in Stockholm  landenwedstrijd eventing met Atout

1912: Nordlander, Adlercreutz, Casparsson,  Horn af Åminne ·
1920: Mörner, Lundström, von Braun,  Dyrsch ·
1924: Van der Voort van Zijp, Pahud de Mortanges, De Kruijff,  Colenbrander ·
1928: Pahud de Mortanges, De Kruijff, Van der Voort van Zijp ·
1932: Thomson, Chamberlin, Argo ·
1936: Stubbendorf, Lippert, von Wangenheim ·
1948: Henry, Anderson, Thomson ·
1952: von Blixen-Finecke, Stahre, Frölén ·
1956: Weldon, Rook, Hill ·
1960: Morgan, Lavis, Roycroft ·
1964: Checcoli, Angioni, Ravano ·
1968: Allhusen, Meade, Jones ·
1972: Meade, Gordon-Watson, Parker, Phillips ·
1976: Coffin, Plumb, Davidson, Tauskey ·
1980: Blinov, Salnikov, Volkov, Rogosjin ·
1984: Plumb, Stives, Fleischmann, Davidson ·
1988: Erhorn, Baumann, Kaspareit, Ehrenbrink ·
1992: Green, Rolton, Hoy, Ryan ·
1996: Schaeffer, Rolton, Hoy, Dutton ·
2000: Dutton, Hoy, Tinney, Ryan ·
2004: Boiteau, Lyard, Courrèges, Teulère, Touzaint ·
2008: Thomsen, Ostholt, Dibowski, Klimke, Romeike ·
2012: Auffarth, Jung, Klimke, Schrade, Thomsen ·
2016: Laghouag, Lemoine, Nicolas, Vallette ·
2020: Collett, McEwen, Townend ·
2024: Canter, Collett, McEwen
- KulturNav: 24a7f3fb-f1fb-4841-b9db-89afc0169153
- LIBRIS: 404295
- Virtual International Authority File: 7616150470101804330007